# Цифровой плотномер
Плотномеры представляют собой автоматические приборы, обеспечивающие измерение плотности жидких образцов.
Принцип действия плотномеров основан на измерении частоты колебаний U-образной измерительной трубки, вызываемых электромагнитным генератором. Под воздействием возбуждающего поля пустая измерительная трубка колеблется с собственной частотой, а при заполнении трубки исследуемым веществом частота колебаний изменяется в зависимости от массы (плотности) исследуемого вещества. Подобно маятнику, чем больше плотность образца, а значит и его масса, заключенная в трубке, тем ниже частота колебаний. Для пересчета частоты колебаний в цифровое значение плотности используются данные предварительной калибровки.
Поскольку плотность сильно зависит от температуры, для исключения этого влияния на результат измерительная трубка термостатируется. Поддержание температуры осуществляется электронным термостатом, встроенным в прибор. Стандартная температура измерения плотности жидкостей составляет 20 °C.
Частота собственных колебаний трубки зависит от её конструктивных особенностей и определяется в процессе калибровки при заполнении её веществом с известной плотностью. Калибровка плотномеров производится по результатам измерения частоты колебания измерительной трубки на двух стандартных веществах — сухой воздух и бидистиллированная дегазированная вода. Результаты калибровки сохраняются в памяти прибора до следующей калибровки.
В настоящее время при анализе жидких образцов повсеместно переходят с ручных методов на использование цифровых приборов. Главная причина — более высокая скорость и точность инструментальных методов анализа, а также большая безопасность при работе с токсичными и легковоспламеняющимися образцами.